# Der dritte Zwilling
Der dritte Zwilling ist ein Roman von Ken Follett. Der Originaltitel war The Third Twin und wurde 1997 veröffentlicht.
Das Buch befasst sich mit der Problematik der Genforschung und des Klonens. Die Hauptrolle kommt einer Aushilfsprofessorin zu, die versucht, Zwillinge zu finden, die getrennt voneinander aufgewachsen sind und nichts voneinander wissen, um herauszufinden, ob und inwiefern der Charakter eines Menschen genetisch vorherbestimmt ist oder ob das Umfeld, in dem man aufwächst, eine entscheidendere Rolle spielt.
Hierbei trifft sie auf einen jungen Mann, der einen Zwilling hat, der ihm unbekannt ist und im Gefängnis sitzt.
Im Laufe der Zeit erkennen die beiden mit fortschreitenden Nachforschungen, dass es nicht nur zwei, sondern acht „Zwillinge“ gibt. Diese sind allerdings nur im biologischen Sinne Mehrlinge, da sie geklont wurden.
Dadurch kommen die beiden einer gefährlichen Organisation von mächtigen Männern mit rassistischem Gedankengut auf die Schliche, die wiederum versucht, sie an ihren Forschungen zu hindern.

## Verfilmung
Der Roman wurde 1997 mit Kelly McGillis, Jason Gedrick und Larry Hagman direkt für das Fernsehen verfilmt.